# 스테파노포곤속
스테파노포곤속(Stephanopogon)은 페르콜라테아류에 속하는 해양성의 독특한 원생생물 속의 일종이다. 특정 섬모충류와 닮았기 때문에 처음에는 섬모충류로 분류했지만 현재는 페르콜로조아 편모충류와 가까운 것으로 간주하고 있다. 최근 페르콜로모나스속(Percolomonas)과 함께 페르콜라테아강으로 분류하고 있다.